# ブラウィ・フーアリ
ブラウィ・フーアリ（阿: بلاوي الهواري、仏: Blaoui Houari、1926年1月23日 - 2017年）はアルジェリアの歌手。オランで生まれ、ライ以前に流行した「ガルビ」などの音楽を演奏していた。
1940年代にオランで活動を始め、アルジェリア音楽に初めてギターやブズーキを持ち込み、後にアルジェリア国営放送局のオーケストラ指揮者に就任した。
ラシッド・タハが2006年のアルバム「ディワン2」で彼の曲「Rani」をカヴァーしている。

## ディスコグラフィー

### シングルとアルバム
- Biya dek el-môr
- Rani m'hayer 1955
- Jar aliya el-hem
- Laâkouba
- El-marsem
- Ouaâdi kirani
- Ya el-wecham
- Ya fares
- Ya lazreg